# Al-Taawoun Football Club
El club Al-Taawoun FC ("Cooperaciòn" en árabe: التعاون‎) es un equipo de fútbol de Arabia Saudita ubicado en la ciudad de Buraidah (āl-Qaṣīm) que juega en la Liga Profesional Saudí. También tiene sección de voleibol, tenis, tenis de mesa, natación, ciclismo, kárate, taekwondo y juegos electrónicos.
El club es bien conocido en Arabia Saudita y tiene bastantes seguidores y fanáticos. El deporte principal en el club es el fútbol, pero también muestra interés en las actividades sociales y culturas.

## Historia
Fundado en 1956 con el nombre "Club Juvenil Arabia", comenzó desde la división más baja para ir ascendiendo a la Primera División y luego a la Premier League. Entre los logros más destacados está conseguir el primer equipo en la Copa del Rey y en el verano de 1990, y este logro no tiene precedentes, no sólo en el nivel de clubes de primera división, no a nivel de clubes de Al-Qasim. 
En 1995 ascendió por vez primera en su historia a la Premier League de Arabia Saudita, descendiendo en la temporada debut, y regresando en 1997 a la máxima categoría, para volver a descender después de una temporada, y volver a subir en el 2010.
El equipo logró una sorpresa en la temporada 2014-2015 de la Liga Profesional Saudí, cuando tenían 8 ganadores de la liga en tiempo Al-Ittihad abajo 4-0 en el minuto 60 de su partido de la ciudad natal. Al-Ittihad logró anotar 3 goles y el partido terminó 4-3 con el pitazo final. En el partido fuera de casa en Jeddah, Al-Ittihad fueron capaces de revertir la misma puntuación, ya que ganó 4-3.
En el año 2015, representan por vez primera a la Liga Profesional Saudí en un torneo internacional, al participar en la Copa de Clubes Campeones del Golfo 2015, llegando a los cuartos de final, cayendo desde los 12 pasos ante el club Al-Nasr SC de los EAU, luego de empatar a un gol en el tiempo reglamentario.

## Participación en competiciones internacionales
| Temporada | Torneo               | Ronda            | Club               | Casa        | Visita  | Global   |
| --------- | -------------------- | ---------------- | ------------------ | ----------- | ------- | -------- |
| 2015      | GCC Champions League | Grupo A          | Al-Suwaiq          | 1–0         | 2−2     | 2° Lugar |
| 2015      | GCC Champions League | Grupo A          | Al-Rayyan          | 1–1         | 2–2     | 2° Lugar |
| 2015      | GCC Champions League | Cuartos de final | Al-Nasr            | –           | 1−1 (p) | 1–1 (p)  |
| 2017      | AFC Champions League | Grupo A          | Lokomotiv Tashkent | 1–0         | 4−4     | 3° Lugar |
| 2017      | AFC Champions League | Grupo A          | Esteghlal          | 1–2         | 0−3     | 3° Lugar |
| 2017      | AFC Champions League | Grupo A          | Al-Ahli            | 1–3         | 0−0     | 3° Lugar |
| 2020      | AFC Champions League | Grupo C          | Sharjah            | 0–6         | 1–0     | 2° Lugar |
| 2020      | AFC Champions League | Grupo C          | Al-Duhail          | 2–0         | 1–0     | 2° Lugar |
| 2020      | AFC Champions League | Grupo C          | Persepolis         | 0–1         | 0–1     | 2° Lugar |
| 2020      | AFC Champions League | Segunda Ronda    | Al-Nassr           | 0–1         | 0–1     | 0–1      |
| 2022      | AFC Champions League | Play-off         | Al-Jaish           | 1–1 (5–4 p) | –       | 1–1      |
| 2022      | AFC Champions League | Grupo D          | Al-Duhail          | 3–4         | 2–1     | 2° Lugar |
| 2022      | AFC Champions League | Grupo D          | Pakhtakor          | 0–1         | 4–5     | 2° Lugar |
| 2022      | AFC Champions League | Grupo D          | Sepahan            | 3–0         | 1–1     | 2° Lugar |